# Ядрінцев Микола Михайлович
Ядрі́нцев Мико́ла Миха́йлович (* 30 жовтня 1842, Омськ — † 19 червня 1894, Барнаул) — російський публіцист та громадський діяч, дослідник Сибіру.
Народився в Омську, в купецькій сім'ї. В 1851 переїхав до Томська. Навчався з 1854 року в чоловічій гімназії. В 1859 році поїхав до Санкт-Петербургу, де став вільним слухачем університету. Брав активну участь в заснуванні та діяльності братства студентів-сибіряків, в колах якого зароджувалась ідея сибірського патріотизму. В 1862 році друкувався в газетах «Іскра» та «Руське слово». 1863 року повернувся до Омська, де працював вчителем, був одним з організаторів літературних читань. В 1864 році переїхав до Томська, де працював в газеті «Томські губернські відомості». В 1865 році був заарештований за сепаратизм і засланий до Шенкурська Архангельської губернії. В 1874 році звільнений, переїхав до Санкт-Петербурга, де влаштувався секретарем голови комісії з тюремного нагляду. В 1876 році переїхав до Омська, де працював державним службовцем до 1880 року.
В 1878 році здійснив першу комплексну експедицію на Алтай як член Західно-Сибірського відділу Російського географічного товариства. В 1880 році, в результаті другої експедиції, склав географічні мапи Телецького озера та його басейну. Був нагороджений золотою медаллю. Під час експедицій в Мінусінський край в 1886, 1889 та 1891 роках, відкрив руїни Кара-Балгас та древньої монгольської столиці Каракорум.

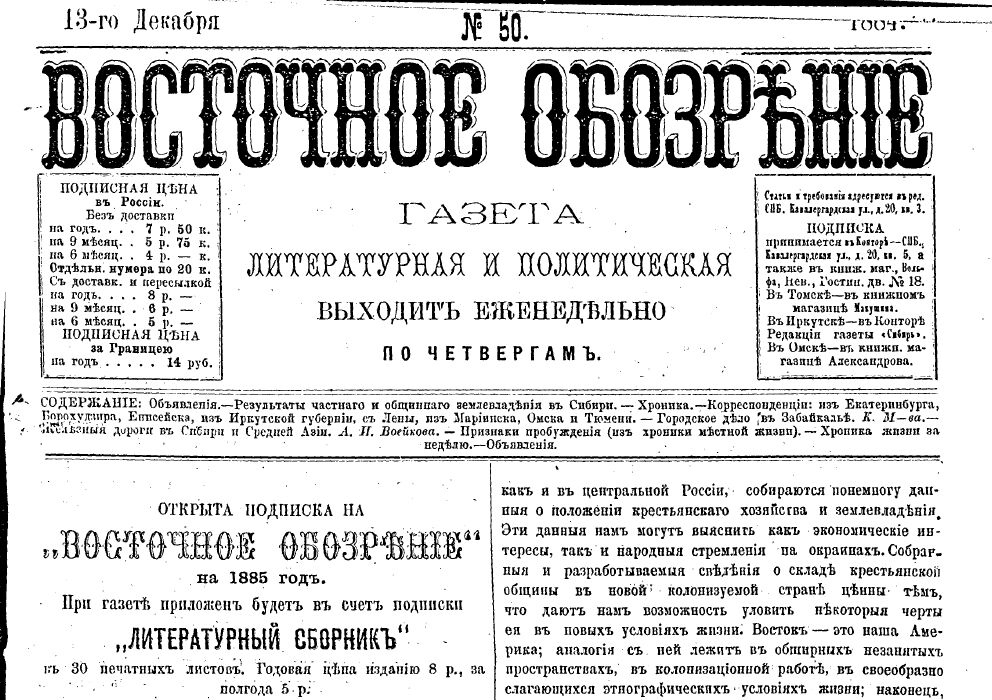
Газета «Восточное обозрение» за 13 грудня 1884 року

В 1881 році повернувся до Санкт-Петербурга, де в 1882 році вийшла його праця «Сибір як колонія». Того ж року заснував газету «Восточное обозрение», але 1888 року перевів її до Іркутська. В 1894 році був назначений завідувачем статистичним відділом Управління Алтайського гірського округу. 7 червня 1894 року через невзаємне кохання покінчив життя самогубством. Похований в Барнаулі, гранітний пам'ятник виготовлений на Коливанській шліфувальній фабриці за проектом Шулєва.

## Праці
- Общественная жизнь наших городов //Томские губернские ведомости. 1865. № 19
- Сибирь перед судом русской литературы //Томские губернские ведомости. 1865. № 9
- Женщина в Сибири в XVII и XVIII столетиях. Исторический очерк. //Женский вестник. 1867. № 8. С. 104—123
- Русская народность на востоке //Дело. 1874. № 11. С. 297—340
- Из путевых писем о Сибири //Восточное обозрение. 1882. № 2. С. 47-50
- Культурное и промышленное состояние Сибири. СПб., 1884
- Сочинения. Т. 1. Сибирь как колония: Современное положение Сибири, её нужды и потребности. Её прошлое и будущее. Тюмень, 2000. 480 с